# ボルテックスアーク
株式会社ボルテックスアーク（Vortex Ark）は、群馬県安中市を中心に乗合バス・貸切バスを運行する会社である。また旅行業、情報サービス業も営む。通称、アークバス。1993年に設立された会社で、親会社はボルテックスセイグン（旧・西群運送）という、貨物自動車運送事業を営む会社である。
なお、群馬県共通バスカード「ぐんネット」には加盟していない。

## 本社および営業所
- 本社（アークプラザ）
  - 群馬県安中市下磯部987-1

## 沿革
- 1993年（平成5年）7月 - 小型観光バス4台で、一般貸切旅客自動車運送事業認可、会社設立
- 1994年（平成6年）7月 - 一般乗合旅客自動車運送事業認可、安中市代替バス2路線の運行開始
- 1995年（平成7年）11月 - 国内旅行業認可（群馬県知事登録2-330）を受ける。
- 1997年（平成9年）10月 - 磯部駅〜安中榛名駅路線バス運行開始
- 2011年（平成23年）7月10日 - 安中市役所〜安中駅〜安中榛名駅路線バス運行開始

## 現行路線

### 一般路線
- 磯部駅 - 安中榛名駅
- 安中市スポーツセンター - 安中市役所 - 安中駅 - 安中榛名駅

### 安中市代替バス
- 安中駅 - 碓氷病院 - 後閑柿平
- 秋間中関 - 安中駅 - 碓氷病院

この他、ザスパクサツ群馬選手送迎用バス、高崎市（旧榛名町）市有バス、安中市（旧松井田町）市有バスおよび幼稚園スクールバスを委託運行。